# Quinto Servilio Prisco Fidenate
Quinto Servilio Prisco Fidenate (fl. V secolo a.C.) è stato un dittatore romano.

## Prima dittatura
Nel 435 a.C., consoli Gaio Giulio Iullo e Lucio Verginio Tricosto, venne nominato  dittatore dal Senato, per contrastare i veienti e Fidenati, che erano arrivati fino a Porta Collina.
Nominato Magister equitum Postumio Ebuzio Helva Cornicino, Quinto Servilio portò l'esercito romano fuori dalla città, sconfiggendo i veienti in uno scontro campale, e inseguendoli nella loro ritirata verso Fidene, dove ripararono insieme ai propri alleati, confidando di poter resistere all'assedio romano, grazie alle notevoli scorte di grano, approntate per quest'eventualità.
Quinto Servilio, temendo che l'assedio potesse durare a lungo, mentre impegnava con azioni diversive gli assediati, fece costruire delle gallerie sotto la rocca di Fidene, riuscendo così a cogliere di sorpresa i nemici ed a conquistare la città.

## Seconda dittatura
Nel 418 a.C., tribuni consolari Lucio Sergio Fidenate, Gaio Servilio Axilla e Marco Papirio Mugillano, venne nominato  dittatore dal Senato, per condurre la campagna militare contro Labico, stanti i contrasti sulla conduzione della guerra sorti tra Lucio Sergio e Marco Papirio.
(Tito Livio, "Ab Urbe Condita", IV, 4, 46)
Quinto nominò il figlio Gaio Servilio Magister equitum, organizzò dei rinforzi, con i quali si congiunse al soldati dei due tribuni consolari accampati sul Monte Algido. I Romani, rinfrancati dalla guida del dittatore, prima sconfissero gli Equi e i Labicani, sul campo, poi espugnarono Labico, che fu data alle fiamme e saccheggiata.
(Tito Livio, "Ab Urbe Condita", IV, 4, 47)